# Guivi Gaurgashvili
Guivi Gaurgashvili –en ruso, Гиви Гаургашвили– (23 de abril de 1969-13 de septiembre de 1993) fue un deportista soviético que compitió en judo. Ganó una medalla de plata en el Campeonato Europeo de Judo de 1991 en la categoría de –95 kg.

## Palmarés internacional
| Campeonato Europeo | Campeonato Europeo     | Campeonato Europeo | Campeonato Europeo |
| Año                | Lugar                  | Medalla            | Categoría          |
| ------------------ | ---------------------- | ------------------ | ------------------ |
| 1991               | Praga (Checoslovaquia) | Medalla de plata   | –95 kg             |